# Julián Mendoza Guerrero
Julián Mendoza Guerrero (* 11. April 1914 in Cartago, Valle del Cauca; † 4. August 1984) war ein kolumbianischer römisch-katholischer Geistlicher und Bischof von Buga.

## Leben
Julián Mendoza Guerrero empfing am 28. Oktober 1939 das Sakrament der Priesterweihe für das Erzbistum Cali. Ab 1958 fungierte er als Generalsekretär des Lateinamerikanischen Bischofsrats (CELAM).
Am 3. Januar 1967 ernannte ihn Papst Paul VI. zum ersten Bischof von Buga. Der Apostolische Nuntius in Kolumbien, Erzbischof Giuseppe Paupini, spendete ihm am 5. März desselben Jahres die Bischofsweihe; Mitkonsekratoren waren der Erzbischof von Teresina, Avelar Brandão Vilela, und der Erzbischof von Cali, Alberto Uribe Urdaneta.